# Gunnel Ljungström
Gunnel Ljungström (Petersson), född 25 augusti 1931 i Sofia församling, Jönköpings län, var som gymnast aktiv i Huskvarna Gymnastikförening. Hon tillhörde 1950 den grupp som under ledning av Karin "Caj" Delden vann VM-guld i truppgymnastik i Rom 1950. Gift 2 januari 1954 med musikern Sture Petersson från Jönköping.
Som gymnast tillhörde Gunnel Ljungström Huskvarna Gymnastikförening. I Tidningen Smålandsidrotten nr 1, 2010 skriver Magnus Widell: Mest glans har dock Huskvarna GF:s duktiga gymnastikflickor spridit såväl nationellt som internationellt. Vanja Blomberg och Gunnel Ljungström tillsammans med ledaren Carin ”Caj” Delden fick vara med om att vinna VM i truppgymnastik 1950.
Gunnel Ljungström-Petersson arbetade under en 25-årsperiod som gymnastiklärare, för att därefter ägna sig åt sjukgymnastik.